# Territorio Indígena Ngobe-Bugle de Conte Burica
Conte Burica es uno de los territorios indígenas de la etnia ngäbe o guaimí de Costa Rica, fundado en 1982.

Está localizado en la provincia de Puntarenas, cerca de la frontera con Panamá en donde se ubica la Comarca Ngäbe-Buglé de la misma etnia.

## Geografía
Situado entre los cantones de Corredores y Golfito. Su creación se dio vía decreto en 1982. Sus principales asentamientos son El Progreso, Niviribotdä ( Las Vegas Rio de la Vaca),Alto Conte, Los Plancitos, Buriqui, estos en la parte Este, Alta Mira, Río Claro, Arriba, Río Claro A bajo, Vista Dulce, Vista Mar, Oeste,Caña Blanca, Sur Oeste, Irigui, La Palma, Alto Guaymi, Campo Verde, en la parte sur. Su extensión es de unas 11 910 hectáreas y su población cercana a las 2000 personas.

## Demografía
Para el censo de 2011, este territorio tiene una población total de 1863 habitantes, de los cuales 1144 habitantes (61,41%) son autoidentificados cómo de etnia indígena.

## Economía
Su economía se basa en el cultivo del cacao, café, frijol, maíz, palmito y plátano, cría de cerdos y aves de corral, caza y pesca y artesanía. Confeccionan artículos de fibra y hojas naturales con tintes y colorantes vegetales, además últimamente se ha tratado de desarrollar el turismo rural.